# Macrodorcas axisopsis
Macrodorcas axisopsis là một loài bọ cánh cứng trong họ Lucanidae. Loài này được Seguy mô tả khoa học năm 1954.